# Château de Villers-Saint-Paul
 (octobre 2010).
Si vous disposez d'ouvrages ou d'articles de référence ou si vous connaissez des sites web de qualité traitant du thème abordé ici, merci de compléter l'article en donnant les références utiles à sa vérifiabilité et en les liant à la section « Notes et références ».

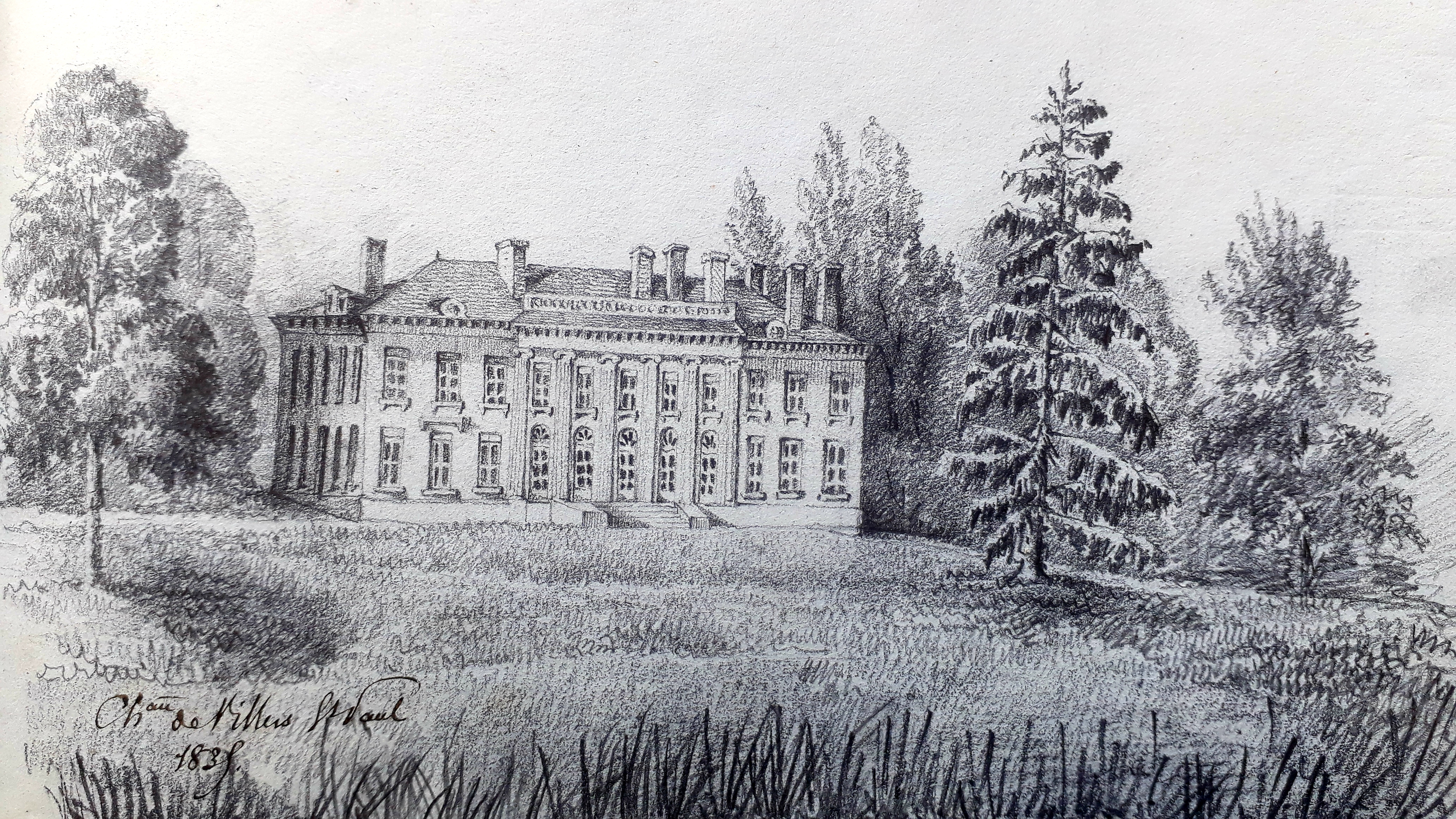
Château de Villers-Saint-Paul en 1835

Le château de Villers-Saint-Paul, dit également château de Nogent-les-Vierges ou château de Mortefontaine, était un château français situé à Villers-Saint-Paul (Oise).

## Histoire
Un château fort fut construit au Moyen Âge à Villers-Saint-Paul au lieu-dit Mortefontaine (source tarie) par les seigneurs de Villers-Saint-Paul, dont la maison disparut avec le décès vers 1650 de Louise de Villers-Saint-Paul. Entre-temps, le château avait passé à de nouveaux propriétaires parmi lesquels on peut citer Jean Bardeau (†1632), seigneur de Mortefontaine, trésorier général des Finances sous les rois Henri III, Henri IV et Louis XIII, et Jean du Four (†1701 au château de Mortefontaine), acquéreur du fief de Mortefontaine en 1673.
En 1703, une vente partage la seigneurie de Villers-Saint-Paul entre la duchesse de Verneuil et la maison de Condé. Louis IV Henri de Bourbon-Condé, prince de Condé, dit « Monsieur le Duc », principal ministre du roi Louis XV en 1723, devient seigneur de Villers-Saint-Paul en 1710. Son fils, Louis V Joseph de Bourbon-Condé, hérite de la seigneurie à sa mort en 1740 et cède le domaine en 1741 à Étienne Hardy du Plessis, ancien capitaine
d’infanterie. Celui-ci le revend en 1772 à Antoine de Sartine (1729-1801), lieutenant général de police puis secrétaire d'État de la Marine. Le château fait l'objet d'une campagne de reconstruction dans les années 1770.
À la suite de la « guerre des farines » du printemps 1775, Sartine vend le domaine en 1776, ainsi que celui de Nogent-les-Vierges, à Ange-Joseph Aubert, joaillier de la Couronne. 
En 1787, celui-ci cède le domaine à Marc-Antoine Randon de La Tour, trésorier général de la Maison du Roi, qui fait entièrement rebâtir le château. Colonel de la Garde nationale de Creil en 1791, ses biens sont mis sous séquestre en vertu d'un décret de la Convention Nationale en janvier 1794 ; condamné à mort par le Tribunal révolutionnaire le 27 juin 1794 et guillotiné le jour même.
Les héritiers de Randon de La Tour cèdent le château à Claude Godard d'Aucourt de Saint-Just (1768-1826), librettiste du compositeur d’opéras-comiques François Adrien Boieldieu.
En juin 1817, le château est acquis par le général-comte Étienne Maurice Gérard (1773-1852), futur maréchal de France et Président du Conseil sous la monarchie de Juillet, qui s'y installe au retour de son exil à Bruxelles. Après la mort du maréchal Gérard, le château reste dans sa descendance. En dernier lieu, Étienne Desmiers, comte d'Archiac, maire de Villers-Saint-Paul de 1876 à 1881, en hérite en 1869. À sa mort en 1927, ses héritiers vendent le château à un Chilien, Hector Beeche qui quitte précipitamment la France dès la déclaration de guerre contre l’Allemagne en septembre 1939.
Sous la Seconde Guerre mondiale, le château est occupé pendant quelques mois par l'armée allemande. L'École nationale
professionnelle de garçons de Creil en prend ensuite possession et y aménage des salles de classe et des logements de fonction. L'entretien du parc est progressivement abandonné. Après plusieurs mutations, la Caisse des dépôts et consignations met en vente l'ensemble du domaine qui est morcelé entre plusieurs propriétaires. Le château est squatté dans les années 1960 et se délabre rapidement. En 1971, il est rasé par l’entreprise De Konink de Beauvais.
Aujourd'hui, à Villers-Saint-Paul, une résidence pavillonnaire dénommée « Domaine du château » rappelle seule l'existence du château de Mortefontaine qui se situait à l’endroit où se trouve actuellement l’allée des Tulipes.
Ainsi le château inscrit au titre des monuments historiques par arrêté du 16 mai 1929, a été rasé en 1970.

## Description
Le domaine de Mortefontaine s’étendait sur une superficie de 40 hectares au Sud-Ouest de la commune de Villers-Saint-Paul. Il était compris dans un périmètre formé par la ligne de chemin de fer, les actuelles rues Mortefontaine et de la Moulinière et une limite située au-delà de Villers-Saint-Paul, sur le territoire de la commune de Nogent-sur-Oise.
C’était un édifice sobre, construit en pierres blanches, dominé par un pavillon central, avec sur le toit à la française des lucarnes à frontons courbes et de très hautes cheminées. Les fenêtres rapprochées ne laissaient aux parties pleines qu’une surface réduite. L’esplanade était précédée d’une belle grille très soignée aux barreaux en piques.
Il était entouré d’un vaste parc, remarquable par ses jardins, ses belles distributions des eaux de la Brèche alimentant les douves, les canaux et un étang au milieu duquel existait une petite île boisée. Sur 15 hectares de ce parc étaient plantés de grands arbres, chênes, charmes, hêtres, ormes marronniers blancs et rouges, érables dont le sycomore ainsi que des conifères tels que des cèdres et des séquoïas. Une allée bordée de tilleuls reliait le parc du château à l’église de Nogent-sur-Oise et aboutissait dans l'actuelle rue du Moustier.

## Source
- Émile Lambert, Un peu du temps passé. Villers-Saint-Paul (Oise), sa seigneurie (1140-1789), sa châtellenie (Creil), son comté (Clermont), étude historique, géographique et toponymique, Creil, Imprimerie nouvelle, 1967